# 德韦妮·查尔顿
德韦妮·查尔顿（英語：Devynne Charlton，1995年11月26日—），巴哈马女子田径运动员，2022年世界室内田径锦标赛女子60米栏银牌得主、2022年英联邦运动会女子100米栏银牌得主、2024年世界室内田径锦标赛女子60米栏金牌得主。